# Пиролиза
Пиролиза се нарича термохимичен процес на термично разлагане на биомаса при отсъствие на кислород и под действието на висока температура. Методът се използва при производство на кокс, дървени въглища, както и за получаване на течни горива от стари гуми и други материали.
Така се нарича и химико-технологичният процес по обработка на нефтопродукти, при който под въздействието на топлина (до 650 – 750 °C) и при налягане близко до атмосферното, тежки нефтени суровини се превръщат в ненаситени и ароматни въглеводороди.
В резултат от пиролизата на нефтопродукти се получават:
- до 50% газообразни въглеводороди, от които:
  - до 40% етилен,
  - над 5% пропилен,
  - водород, метан, пропан.
- 40 – 60% течни смоли, съдържащи:
  - до 10% бензен,
  - до 6% толуен,
  - ксилоли, нафтален и други.

Точните процентни съотношения на продуктите на пиролизата зависят от състава на суровината и параметрите на процеса. По-леките суровини, както и нефтеният или природният газ, при пиролиза се разпадат до повече низши алкени.
Процесът на пиролиза е сходен с крекинга, който обаче се извършва при участие на химически реагенти.